# Otaku

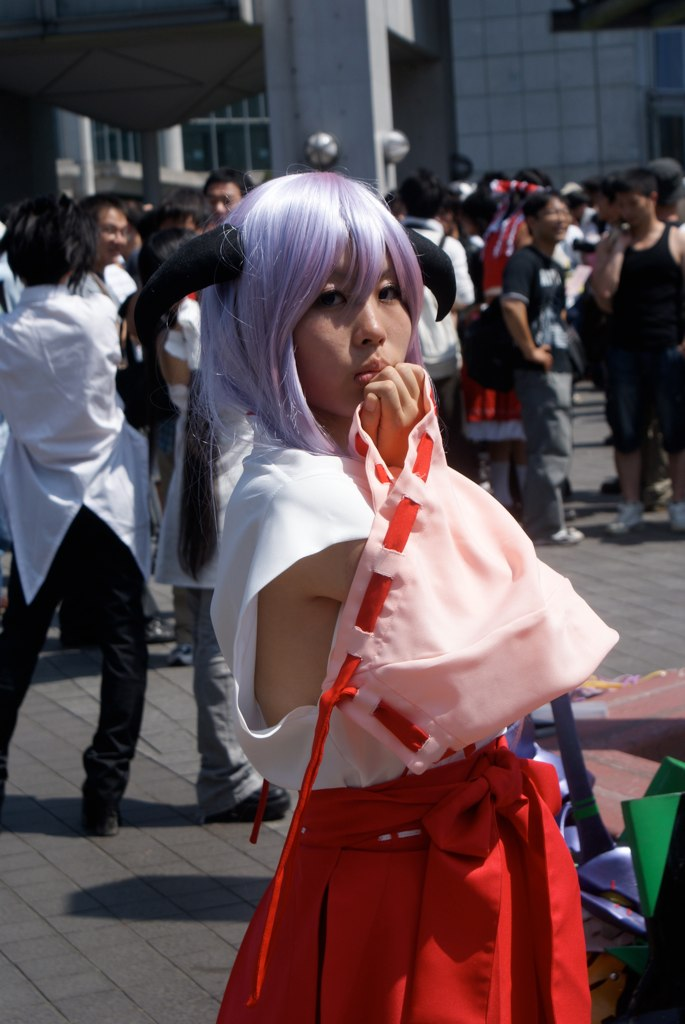
En otaku-kvinna som bär cosplay

Otaku (おたく eller i sin ursprungliga betydelse 御宅) är en person vars intresse främst riktas mot japansk populärkultur. 

## Etymologi
Ordet är ett japanskt lånord som i sin ursprungliga betydelse är en artig, ålderdomlig tilltalsform av "du" (jfr. "Ni" i svenskan). Det kunde också användas hövligt om en annan persons hus eller familj. Dess moderna betydelse är närmast "nörd", ett nedsättande begrepp för någon vars fritid ägnas helt åt ett visst intresse.

## Historik
På det tidiga 1980-talet uppmärksammades det i Japan att denna tilltalsform av någon anledning dykt upp nördar sinsemellan. Ordet började även användas mer allmänt, men då bara om dessa personer. Begreppet otaku etablerades med den japanska videoserien Otaku no video ('Otakuns videofilm').
Ordet spred sig till USA i samband med det stora intresse som uppstod när allt mer manga och anime översattes till engelska. Då det främst var nippofiler som kände till ordet fick det aldrig riktigt den negativa klang som det kommit att få i Japan; ordet används helt enkelt för att beskriva en som är mycket intresserad av en sak, även om personen i fråga kan ha ett fungerande socialliv. Precis som hentai har ordet sålunda fått en annorlunda betydelse än i Japan.
I en japansk studie från 2013 där 137 734 människor deltog identifierade sig 42,2 procent som otaku i någon slags bemärkelse. Procentandelen var högre bland yngre människor.

## Media som tar upp begreppet otaku
- Piro i den amerikanska serien Megatokyo är en kärleksfull parodi på en amerikansk otaku
- Datorhackaren Otacon i den japanska TV-spelsserien Metal Gear
- Densha Otoko
- Otaku no video
- Genshiken
- Konata Izumi i den parodiska humor-animen Lucky Star. Trots att hon är duktig på sport, vill hon inte vara i ett lag eftersom det skulle innebära att hon skulle missa sin eftermiddagsanime, och vore det inte för hennes vänner (Kagami, Tsukasa och Miyuki), skulle hon i princip leva i ett datorspel.